# Puss in Boots (2011)
Puss in Boots (Nederlandse titel: De gelaarsde kat) is een Amerikaanse computeranimatiefilm uit 2011, geproduceerd door DreamWorks Animation. De film is een spin-off van de filmreeks Shrek en draait om het gelijknamige personage uit die filmreeks.
De film is geregisseerd door Chris Miller. De stem van de kat wordt wederom gedaan door Antonio Banderas. Andere stemmen worden vertolkt door Salma Hayek, Zach Galifianakis, Billy Bob Thornton en Amy Sedaris.

## Verhaal

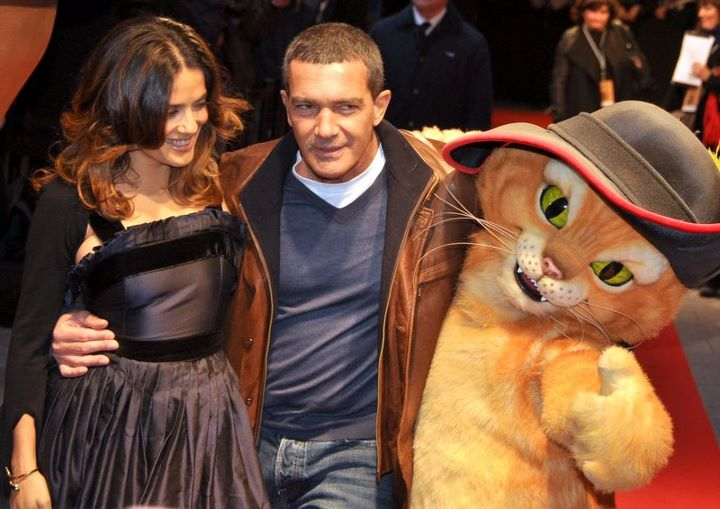
Salma Hayek en Antonio Banderas bij de première van Puss in Boots 3D in Parijs

De film speelt zich af voor de gebeurtenissen uit Shrek 2. Bij aanvang van de film ontsnapt de kat aan een premiejager en vlucht naar een nabijgelegen stad. Daar hoort hij van twee moordlustige boeven genaamd Jack en Jill, die blijkbaar in het bezit zijn van magische bonen waar de kat al zijn halve leven naar zoekt. De bonen kunnen toegang geven tot het kasteel van een reus, waar zich een gans zou bevinden die gouden eieren legt. Wanneer de kat probeert de bonen van de twee te stelen, wordt hij tegengehouden door een andere, gemaskerde kat. De gelaarsde kat achtervolgt de andere kat, en na een kort gevecht ontdekt hij dat ze een vrouw is. Haar naam is Kitty Poezelpootje, een van de beste dieven ter wereld. Ze werkt samen met de oude jeugdvriend van de gelaarsde kat, Humpty Dumpty (een levend ei).
Kitty vraagt de kat om zich bij hen aan te sluiten, maar de kat wil niets meer te maken hebben met Humpty daar deze hem in het verleden verraden heeft waardoor hij uit zijn thuisstad werd verbannen. Humpty vraagt om een tweede kans en de kat stemt toe. Het drietal steelt de bonen en ondertussen krijgen de kat en Kitty een relatie. Het drietal plant de bonen en beklimt de bonenstaak die eruit groeit naar het kasteel. Volgens Humpty is de reus die ooit in het kasteel woonde allang dood, maar wordt de gans bewaakt door iets anders. De drie vinden de gans en nemen haar mee, maar worden op de terugweg verrast door Jack en Jill die de kat bewusteloos slaan en de gans, Kitty en Humpty meenemen. Nadat de kat ontwaakt, volgt hij het duo naar zijn oude thuisstad. Daar blijkt dat de hele diefstal van de gans slechts een truc van Humpty was om de kat terug te lokken naar de stad. Jack, Jill en Kitty zaten allemaal in het complot. De kat wordt gevangen daar hij een voortvluchtige is, en Humpty wint het vertrouwen van de dorpelingen door de gouden eieren rond te delen.
In de gevangenis ontmoet de kat de originele eigenaar van de toverbonen, die hem vertelt dat het monster dat de gans zou bewaken de moeder van de gans is. Ze zal zeker naar de stad komen om haar kind terug te halen. Zodra het monster arriveert, helpt Kitty de kat om te ontsnappen. Samen met Humpty proberen ze het monster te stoppen. De kat en Humpty lokken het monster de stad uit, waarbij ze tevens hun ruzie bijleggen. Humpty breekt tijdens het gevecht open en blijkt zelf een gouden ei te zijn. Uiteindelijk neemt het monster de gans en de gebroken Humpty mee terug naar het kasteel. De kat moet weer vluchten omdat hij nog steeds gezocht wordt, maar Kitty weet zeker dat ze elkaar weer zullen zien; ze heeft zijn laarzen nog.

## Rolverdeling
| Personage                              | Engelse stem       | Nederlandse stem    | Vlaamse stem    |
| -------------------------------------- | ------------------ | ------------------- | --------------- |
| Puss in Boots (De Gelaarsde Kat)       | Antonio Banderas   | Jon van Eerd        | Axel Daeseleire |
| Kitty Softpaws (Kitty Poezelpootje)    | Salma Hayek        | Anna Drijver        | Vicky Florus    |
| Humpty Alexander Dumpty                | Zach Galifianakis  | Charly Luske        |                 |
| Jack                                   | Billy Bob Thornton | Jeroen van der Boom | Stany Crets     |
| Jill                                   | Amy Sedaris        | Karin Bloemen       |                 |
| Imelda                                 | Constance Marie    | Tanja Jess          |                 |
| Moustache Man (Snor Man)               | Guillermo del Toro | Frans Limburg       |                 |
| Comandante (Commandant)                | Guillermo del Toro | Stanley Burleson    |                 |
| Andy Beanstalk                         | Mike Mitchell      | Ewout Eggink        |                 |
| Giuseppe                               | Bob Joles          | Fred Meijer         |                 |
| Raoul                                  | Conrad Vernon      | Fred Meijer         |                 |
| Ohhh Cat                               | Bob Persichetti    | Ewout Eggink        |                 |
| Barman                                 | Tom McGrath        | Frans Limburg       |                 |
| De Verteller                           | Walt Dohrn         | Jon van Eerd        |                 |
| Ranhcer                                | Zeus Mendoza       | Edna Kalb           |                 |
| Little Boy Blue (Kleine Blauwe Jongen) | Chris Miller       | Xavier Werner       |                 |
| Frair Miller                           | Chris Miller       | Rogier van de Weerd |                 |
| Prison Guard (Gevangeniswachter)       | Chris Miller       | Jim de Groot        |                 |
| Manuel                                 | Chris Miller       | Rogier van de Weerd |                 |
| Rafael                                 | Chris Miller       | Thijs van Aken      |                 |

De overige Nederlandse stemmen zijn ingesproken door Edna Kalb, Ewout Eggink, Daphne de Waal, Florus van Rooijen, Frans Limburg, Fred Meijer, Jim de Groot, Rogier van de Weerd, Tara Hetharia, Thijs van Aken en Xavier Werner.

## Achtergrond

### Productie
Plannen voor de film ontstonden al in 2004, na de première van Shrek 2. De film had in 2008 uit moeten komen als direct-naar-video film met de titel Puss in Boots: The Story of an Ogre Killer. Door het succes van de Shrek-films besloot DreamWorks in 2006 er toch een bioscoopfilm van te maken.
De productie begon na de première van Shrek Forever After. Banderas gaf begin 2010 in een interview aan dat hij de eerste opnames voor zijn rol had voltooid. Later in 2010 tekende Guillermo del Toro, regisseur van Hellboy en Pan's Labyrinth, voor de productie.
Op de gelaarsde kat na zijn alle personages uit de film nieuw. Op die manier overlapt de film verder niet met de Shrek-films. Dit werd mede gedaan om een origineel verhaal te vertellen, maar ook omdat het script al deels geschreven was toen Shrek 4 nog in productie was, en de schrijvers niet zeker wisten wat die film met de bekende personages zou doen waardoor men bang was voor tegenstrijdigheden tussen beide films.
De film had op 4 november 2011 uit moeten komen, maar dit werd een week vervroegd naar 28 oktober. Dit in de hoop meer publiek te lokken daar in november ook andere familiefilms gepland stonden.
De gelaarsde kat is de eerste DreamWorks-film die deels in India geproduceerd is. Dit maakte dat het budget voor arbeidskosten met 40% kon worden verminderd. Bovendien had DreamWorks door de hoge werkdruk (drie films in 1 jaar tijd) personeelstekort in de Verenigde Staten.

### Filmmuziek
Henry Jackman componeerde de filmmuziek. Hij maakte vooral gebruik van volksinstrumenten voor traditionele Latijnse muziek. Ook liet hij zich inspireren door de Spaanse componist Manuel de Falla y Matheu, Claude-Achille Debussy en Joseph-Maurice Ravel.
Lady Gaga's lied 'Americano' is tevens onderdeel van de filmmuziek.

Alle muziek is geschreven door Henry Jackman, behalve "Diablo Rojo" en "Hanuman", welke van Rodrigo y Gabriela zijn.
| Nr. | Titel                          | Duur |
| --- | ------------------------------ | ---- |
| 1.  | A Bad Kitty                    | 2:04 |
| 2.  | One Leche                      | 2:01 |
| 3.  | Jack and Jill                  | 0:22 |
| 4.  | Holy Frijoles                  | 1:14 |
| 5.  | Chasing Tail                   | 1:09 |
| 6.  | Diablo Rojo                    | 4:53 |
| 7.  | Humpty Dumpty & Kitty Softpaws | 2:42 |
| 8.  | The Orphanage                  | 4:29 |
| 9.  | Honor and Justice              | 1:44 |
| 10. | That Fateful Night             | 2:35 |
| 11. | The Wagon Chase                | 2:58 |
| 12. | Team Effort                    | 0:57 |
| 13. | Planting the Beans             | 2:09 |
| 14. | The Magic Beanstalk            | 1:17 |
| 15. | Castle in the Clouds           | 1:57 |
| 16. | Golden Goose of Legend         | 6:38 |
| 17. | Hanuman                        | 3:39 |
| 18. | Confronting the Past           | 1:37 |
| 19. | I Was Always There             | 4:06 |
| 20. | Kitty-Cat Break-Out            | 1:35 |
| 21. | The Great Terror               | 7:56 |
| 22. | Farewell to San Ricardo        | 1:32 |
| 23. | The Puss Suite                 | 3:09 |
| 24. | The Giant's Castle             | 3:08 |

### Uitgave en ontvangst
De film werd grotendeels met positieve reacties ontvangen door critici. Op Rotten Tomatoes gaf 81% van de recensenten de film een goede beoordeling. Metacritic gaf de film een score van 65 op een schaal van 100.
Op de eerste dag bracht de film in Noord-Amerika 9,6 miljoen dollar op. Het eerste weekend betrof de opbrengst 34.077.439 dollar, goed voor de eerste plek.

### Spin-offs
In 2012 verscheen de korte animatiefilm Puss in Boots: The Three Diablos als bonus bij de dvd van De gelaarsde kat.
- In 2015 verscheen de animatieserie De avonturen van de gelaarsde kat op netflix.
- in 2017 kwam de Netflix interactief de puss in boots caught in a story ( Nederlandse titel de gelaarsde kat gevangen in een verhaal )

De film heeft ook twee videospellen voortgebracht:
- Puss in Boots, een spel rechtstreeks gebaseerd op de film, ontwikkeld door Blitz Games.
- Fruit Ninja: Puss in Boots, een gelaarsde kat-versie van Fruit Ninja.

Het vervolg op Puss in Boots verscheen in december 2022, Puss in Boots: The Last Wish.